# Le Cavalier errant
Pour les articles homonymes, voir Going Places.
Pour plus de détails, voir Fiche technique et Distribution.
Le Cavalier errant (Going Places) est un film américain en noir et blanc réalisé par Ray Enright, sorti en 1938.
Deux versions précédentes ont été tournés en 1922 et 1929 sous le titre The Hottentot.

## Synopsis
Dans le cadre d'un plan de relance des ventes, un vendeur d'articles de sport est obligé de se faire passer pour un jockey célèbre. Il est entraîné dans la spirale de ses mensonges.

## Fiche technique
- Titre original : Going Places
- Titre français : Le Cavalier errant
- Réalisation : Ray Enright
- Scénario : Maurice Leo, Sig Herzig et Jerry Wald d'après la pièce The Hottentot de Victor Mapes et William Collier Sr.
- Photographie : Arthur L. Todd
- Montage : Clarence Kolster
- Musique : Leo F. Forbstein
- Société de production : Warner Bros.
- Pays d'origine :  États-Unis
- Format : noir et blanc - projection : 1,37:1 - son : Mono
- Genre : comédie musicale
- Durée : 84 min
- Dates de sortie :	
  - États-Unis : 31 décembre 1938
  - France : 28 juin 1939

## Distribution
- Dick Powell : Peter Mason
- Anita Louise : Ellen Parker
- Allen Jenkins : Droopy
- Ronald Reagan : Jack Withering
- Walter Catlett : Franklin Dexter
- Harold Huber : Maxie
- Larry Williams : Frank
- Thurston Hall : Col. Withering
- Minna Gombell : Cora Withering
- Joyce Compton : Joan
- Robert Warwick : Frome
- John Ridgely : Desk Clerk
- Louis Armstrong : Gabe
- Maxine Sullivan : Specialty
- George Reed : Sam